# Steirischer Herbst
Lo Steirischer Herbst, che in tedesco significa Autunno Stiriano, è un festival internazionale di arte contemporanea, che si svolge ogni anno nei mesi di settembre e ottobre in Stiria e in particolare a Graz in Austria. Il Festival, che fu fondato nel 1968 da Hanns Koren, ha come punti di forza, da un lato la messa in comunicazione fra loro di diverse discipline (teatro, arti visive, cinema, letteratura, danza, musica, architettura, performance, new media e critica), dall'altro una forte impronta come festival produttore di opere originali.

## Direzione Artistica
Negli anni lo Steirischer Herbst ha visto la direzione artistica di alcuni dei protagonisti della vita culturale della Stiria. A partire dal 1983 i direttori furono:
- Peter Vujica (1983-1989)
- Gerhard Horst Haberl (1990-1995)
- Christine Frisinghelli (1996-1999)
- Peter Oswald (2000-2005)
- Veronica Kaup-Hasler (2006-2017)
- Ekaterina Degot (2018-)

## Istituzioni ed Enti sostenitori
Nella fondazione del Festival sono state coinvolte fin dall'inizio istituzioni culturali della Stiria come Forum Stadtpark, la Jugendmusikfest Deutschlandsberg, la Steirische Akademie beteiligt, la Grazer Operàù, la Schauspielhaus e la Neue Galerie am Landesmuseum Joanneum. La ORF si occupa con il programma musikprotokoll delle proposte di musica contemporanea. Nel corso dri quaranta anni di festival altre istituzioni hanno collaborato con il festival: Kunsthaus Graz, Medienturm, Camera Austria, Theater im Bahnhof, Literaturhaus Graz, manuskripte e il Kulturzentrum Wolkenstein.